# اسلام عوض (بازیکن والیبال)
اسلام عوض (انگلیسی: Eslam Awad؛ زادهٔ ۵ اوت ۱۹۷۶) بازیکن والیبال اهل مصر بود.